# Liste der Baudenkmale in Groß Meckelsen
In der Liste der Baudenkmale in Groß Meckelsen sind alle Baudenkmale der niedersächsischen Gemeinde Groß Meckelsen aufgelistet. Die Quelle der Baudenkmale ist der Denkmalatlas Niedersachsen. Der Stand der Liste ist der 19. Oktober 2020.

## Allgemein
In den Spalten befinden sich folgende Informationen:
- Lage: die Adresse des Baudenkmales und die geographischen Koordinaten. Kartenansicht, um Koordinaten zu setzen. In der Kartenansicht sind Baudenkmale ohne Koordinaten mit einem roten Marker dargestellt und können in der Karte gesetzt werden. Baudenkmale ohne Bild sind mit einem blauen Marker gekennzeichnet, Baudenkmale mit Bild mit einem grünen Marker.
- Bezeichnung: Bezeichnung des Baudenkmales
- Beschreibung: die Beschreibung des Baudenkmales. Unter § 3 Abs. 2 NDSchG werden Einzeldenkmale und unter § 3 Abs. 3 NDSchG Gruppen baulicher Anlagen und deren Bestandteile ausgewiesen.
- ID: die Objekt-ID des Baudenkmales
- Bild: ein Bild des Baudenkmales, ggf. zusätzlich mit einem Link zu weiteren Fotos des Baudenkmals im Medienarchiv Wikimedia Commons. Wenn man auf das Kamerasymbol klickt, können Fotos zu Baudenkmalen aus dieser Liste hochgeladen werden:

## Kuhmühlen

### Gruppe: Wohnwirtschaftsgebäude, Kuhmühlen
Die Gruppe „Wohnwirtschaftsgebäude, Kuhmühlen“ hat die ID 31019249.

| Lage                                         | Bezeichnung              | Beschreibung | ID       | Bild |
| -------------------------------------------- | ------------------------ | --- | -------- | ---- |
| Kuhmühler Weg 12 53° 17′ 41″ N, 9° 26′ 9″ O  | Wohn-/Wirtschaftsgebäude | Zweiständer-Hallenhaus von 1764 in Fachwerk mit reetgedecktem Krüppelwalm am Wohngiebel und Walmdach am Wirtschaftsgiebel | 31017970 |      |
| Kuhmühler Weg 10 53° 17′ 41″ N, 9° 26′ 10″ O | Wohn-/Wirtschaftsgebäude | Zweiständer-Hallenhaus von 1761 in Fachwerk mit reetgedecktem Walmdach                                                    | 31017948 |      |

### Einzelbaudenkmale
| Lage                                        | Bezeichnung | Beschreibung | ID       | Bild           |
| ------------------------------------------- | ----------- | --- | -------- | -------------- |
| Kuhmühler Weg 5 53° 17′ 40″ N, 9° 26′ 18″ O | Wassermühle | Gefügebau vom 18. Jahrhundert in Fachwerk mit ziegelgedecktem Krüppelwalm- und Satteldach und mit Umbauten im 19. Jahrhundert; Mühlentechnik noch vorhanden | 31017924 | Weitere Bilder |
| Kuhmühler Weg 5 53° 17′ 40″ N, 9° 26′ 19″ O | Mühlenbach  | Mühlenbach als Teil des Kuhbachs, ein Nebenfluss der Oste                                                                                                   | 31018012 |                |
| Kuhmühler Weg 53° 17′ 41″ N, 9° 26′ 15″ O   | Stau        | 2,5 ha großer Stauteich | 31017992 |                |